# Choi Hyo-jin
Choi Hyo-jin (en coreano: 최효진, Seúl, 18 de agosto de 1983) es un exfutbolista surcoreano que jugaba en la posición de lateral derecho.

## Carrera

### Club
| Periodo   | Club                               | País          | Apariciones | Goles |
| --------- | ---------------------------------- | ------------- | ----------- | ----- |
| 2005-2006 | Incheon United                     | Corea del Sur | 48          | 5     |
| 2007-2009 | Pohang Steelers                    | Corea del Sur | 65          | 5     |
| 2010–2014 | FC Seoul                           | Corea del Sur | 71          | 2     |
| 2011–2012 | → Sangju Sangmu (servicio militar) | Corea del Sur | 48          | 2     |
| 2015–2021 | Jeonnam Dragons                    | Corea del Sur | 137         | 6     |

### Selección nacional
Jugó para Corea del Sur en 18 ocasiones de 2008 a 2012 y anotó un gol el 11 de agosto de 2010 en una victoria por 2-1 ante Nigeria en un partido amistoso en Suwon. Participó en la Copa Asiática 2011.

## Logros

### Club
- K League 1: 2007, 2011, 2012
- Korean FA Cup: 2008
- League Cup: 2009, 2010
- Liga de Campeones de la AFC: 2009

### Individual
- Mejor Jugador de la Korean FA Cup: 2008
- Equipo Ideal de la K-League: 2008, 2009, 2010